# Złodziej (film 1997)
Złodziej (ros. Вор) – rosyjsko-francuski dramat filmowy z 1997 roku w reżyserii Pawła Czuchraja.

## Fabuła
Film składa się z trzech rozciągniętych w czasie epizodów, w których główny bohater filmu Sania wspomina kochanka swojej matki – Tolana. Obydwoje wraz z matką spotkali go przypadkiem w pociągu niedługo po wojnie, gdy chłopiec miał 6 lat. Przystojny mężczyzna w mundurze oficera wojsk pancernych szybko zawrócił w głowie ładnej kobiecie, której mąż, a ojciec Sani zaginął na wojnie. Jak się jednak okazuje Tolan to nie żaden oficer a jedynie sprytny złodziej. Działa na ogół według jednego scenariusza: zjawia się w przeludnionym domu, zajmuje pokój, zdobywa zaufanie lokatorów powitalnym przyjęciem na swój koszt, kupuje dla wszystkich bilety do cyrku lub teatru, a podczas ich nieobecności ograbia ich mieszkania i wyjeżdża. Do swojego przestępczego procederu wciąga Sanię i Katię (bo tak miała na imię matka Sani). Chociaż obydwoje są ludźmi uczciwymi, znajdują się jednak pod silnym wpływem Tolana – kobieta kocha Tolana, a chłopiec jest nim zafascynowany i jednocześnie boi się go. Pewny siebie i inteligentny Tolan łatwo porusza się po terytorium całego ZSRR, aureola bohatera wojennego i mundur pozwalają mu unikać kolejnych kontroli dokumentów. W końcu jednak wpada w ręce milicji i za opór podczas próby zatrzymania dostaje w stalinowskich czasach kilka lat łagrów. Zdesperowana Katia podąża wraz z synkiem za zesłanym Tolanem, jednak wkrótce umiera na skutek powikłań poaborcyjnych, zaś Sania trafia do domu dziecka.
Mija kilka lat. Sania już jako nastolatek przypadkiem natrafia na Tolana. Czekał na niego przez całe lata jak na ojca, jednak Tolan niewiele ma mu do powiedzenia – pijący wraz z miejscowymi żulami, głośno deklaruje kompanom i obsługującej ich kelnerce, że Sania to nawet nie jego syn. Wiadomość o śmierci Katii po usunięciu ciąży z nim, nie robi na cynicznym złodzieju żadnego wrażenia. Zrozpaczony Sania wydobywa z ukrycia pistolet, który pozostał w rzeczach po aresztowanym Tolanie i strzela mu w plecy. Przez całe dorosłe życie gnębi go świadomość, że zabił człowieka.
Po wielu latach, gdy Sania jest już dojrzałym mężczyzną, zawodowym pułkownikiem, gdzieś na Zakaukaziu podczas wojennej zawieruchy lat 90, na stacji kolejowej natrafia na starego żula, który wygłasza teksty o swojej wojennej przeszłości bohatera czołgisty spod Kurska. Mowa ta wydaje się Sani dziwnie znajoma, w pierwszym momencie jest przekonany, że natrafił po latach na żywego Tolana, jednak po braku znajomych tatuaży na ciele starca orientuje się, że to nie Tolan. Starzec umiera w jego ramionach.

## Obsada
- Władimir Maszkow – Tolan
- Jekatierina Riednikowa – Katia
- Misza Filipczuk – Sania w wieku 6 lat
- Dima Czigariow – Sania w wieku 12 lat
- Jurij Bieliajew – Sania w wieku 48 lat
- Amalia Mordwinowa – lekarz
- Lidia Sawczenko – babcia Tania
- Anatolij Koszczejew – szewc
- Erwant Arzumanian – księgowy
- Natalia Pozdniakowa – księgowa
- Olga Paszkowa – artystka
- Ludmiał Sielianska – alkoholiczka
- Galina Pietrowa – Warwara
- Wiktor Bunakow – inżynier
- Julia Artamonowa – inżynier
- Jewgenij Popow – bezdomny
- Aleksander Dedjuszko – żołnierz w Czeczenii
- Siergiej Makarow – oficer
- Oleg Kożemiakin – łaziebny
- Nikołaj Smorczkow – dozorca domu
- Aleksandr Czisłow – student

## Produkcja
Zdjęcia kręcono w Jarosławiu i Peresławiu Zaleskim.

## Nagrody i nominacje
Film otrzymał 5 statuetek Nika – prestiżowej nagrody Rosyjskiej Akademii Filmowej, w tym za najlepszy film roku. Był nominowany do nagrody Oscara i Złotego Globu w kategorii „najlepszy film nieanglojęzyczny”, Felixa w kategorii „Najlepszy film europejski” oraz otrzymał trzy nagrody na 54. MFF w Wenecji. Obraz był jednym z największych hitów kasowych w Rosji, cieszył się dużą oglądalnością w USA, Francji, Włoszech.